# Patrícia Morais
Patrícia Isabel Sousa Barros Morais (Lisbona, 17 giugno 1992) è una calciatrice portoghese, portiere del Braga e della nazionale portoghese.

## Palmarès
- Campionato portoghese: 4

1º Dezembro: 2010-2011, 2011-2012
Sporting Lisbona: 2016-2017, 2017-2018
- Coppa del Portogallo femminile: 4

1º Dezembro: 2010-2011, 2011-2012
Sporting Lisbona: 2016-2017, 2017-2018
- Supercoppa del Portogallo femminile: 1

Sporting Lisbona: 2017